# 帕维
帕维（法語：Pavie，法語發音：[pavi]），法国西南部城市，奥克西塔尼大区热尔省的一个市镇，隶属于欧什区，其市镇面积为24.67平方公里，2022年1月1日时人口数量为2,540人，在法国城市中排名第4,371位。
帕维位于热尔省中部，热尔河左岸，省会欧什市区以南，历史上为一处巴斯蒂德，现代为欧什的一个近郊卫星城，两条干线公路在此交汇。

## 地名来源
“Pavie”一名出自意大利城市“帕维亚”，后者可能出自古罗马人名。
帕维所处地区历史上曾通行奥克语，“Pavie”对应的加斯科涅语拼写为“Pavia”。

## 历史

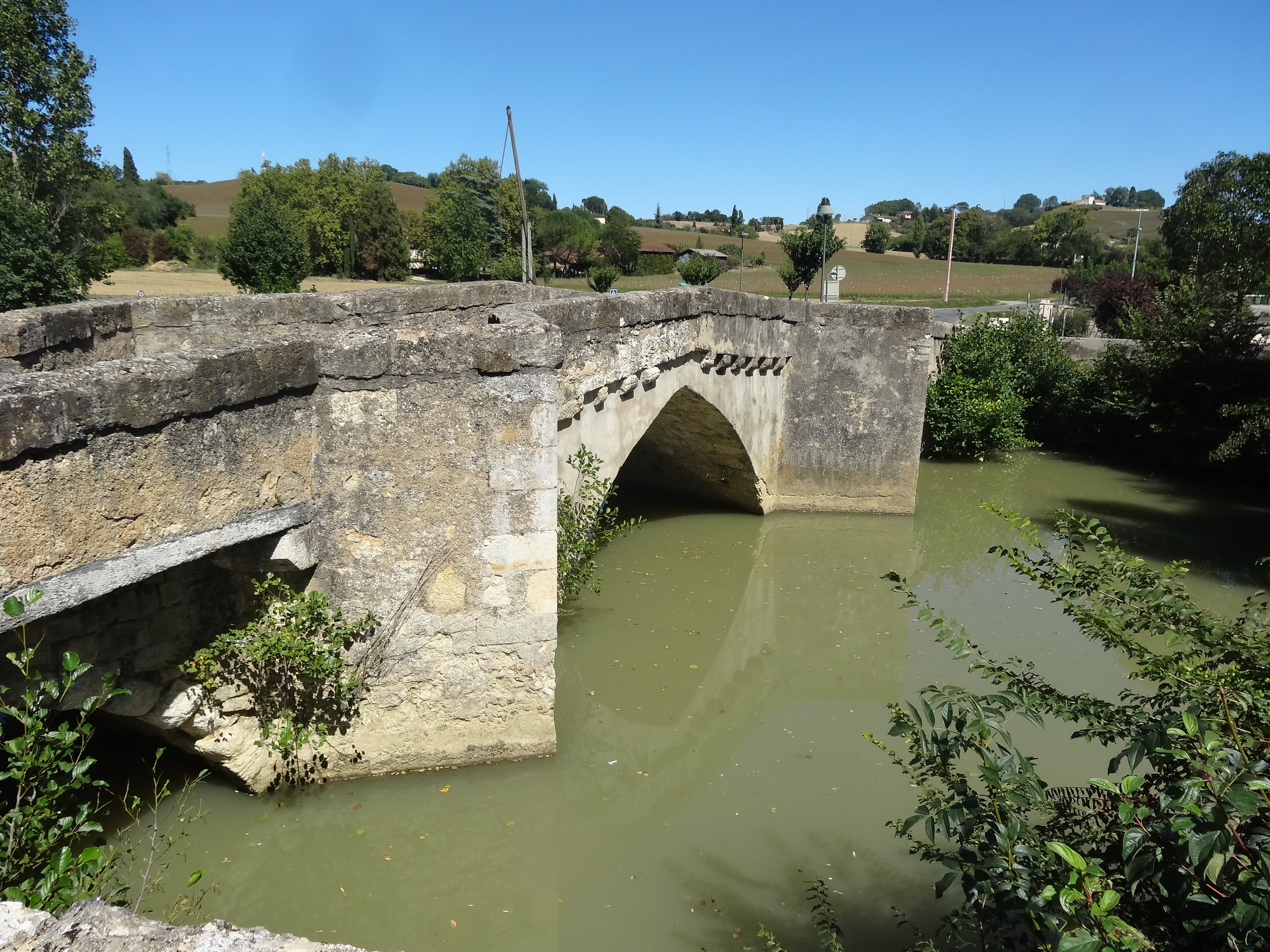
帕维老桥

帕维在高卢-罗马时期就已形成聚落，中世纪初当地屡次遭受外敌入侵。公元1281年，阿斯塔拉克伯爵贝尔纳四世在帕维创建巴斯蒂德，并出现了一处横跨热尔河的老桥。14世纪时，帕维得到快速发展，鼎盛时期当地人口数量突破1,500，成为区域性的政治中心。英法百年战争期间，帕维遭到重创，当地多处建筑被破坏。战后，当地的政治经济中心被转移至欧什，帕维则几乎被荒废。1629年，帕维遭遇黑死病疫情，造成当地大量民众身亡。法国大革命后，帕维成为热尔省的一个市镇。工业革命期间，南部铁路公司提出修建途径帕维并连接欧什和拉讷默藏之间铁路的计划，但该项目因多种因素最终未能完成。自20世纪60年代起，得益于省会欧什的城市扩张，帕维人口数量逐年增加，当地出现了新兴居民区。

## 地理

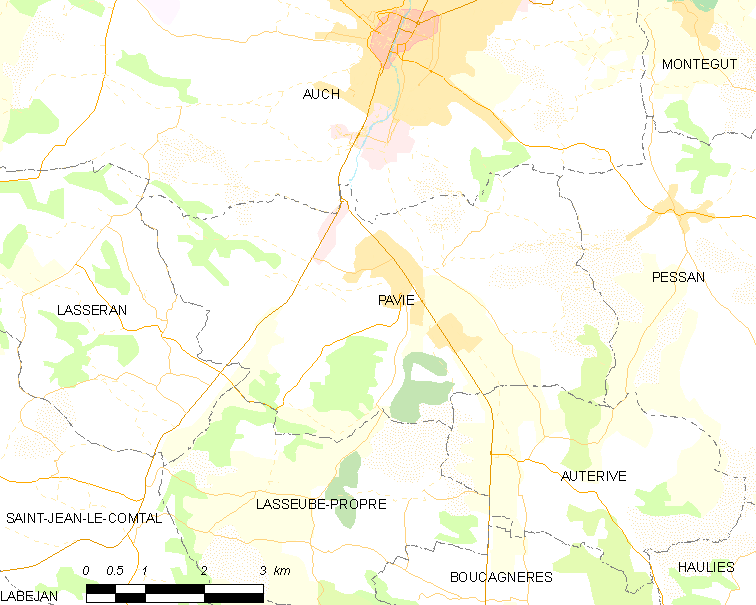
帕维市镇范围地图

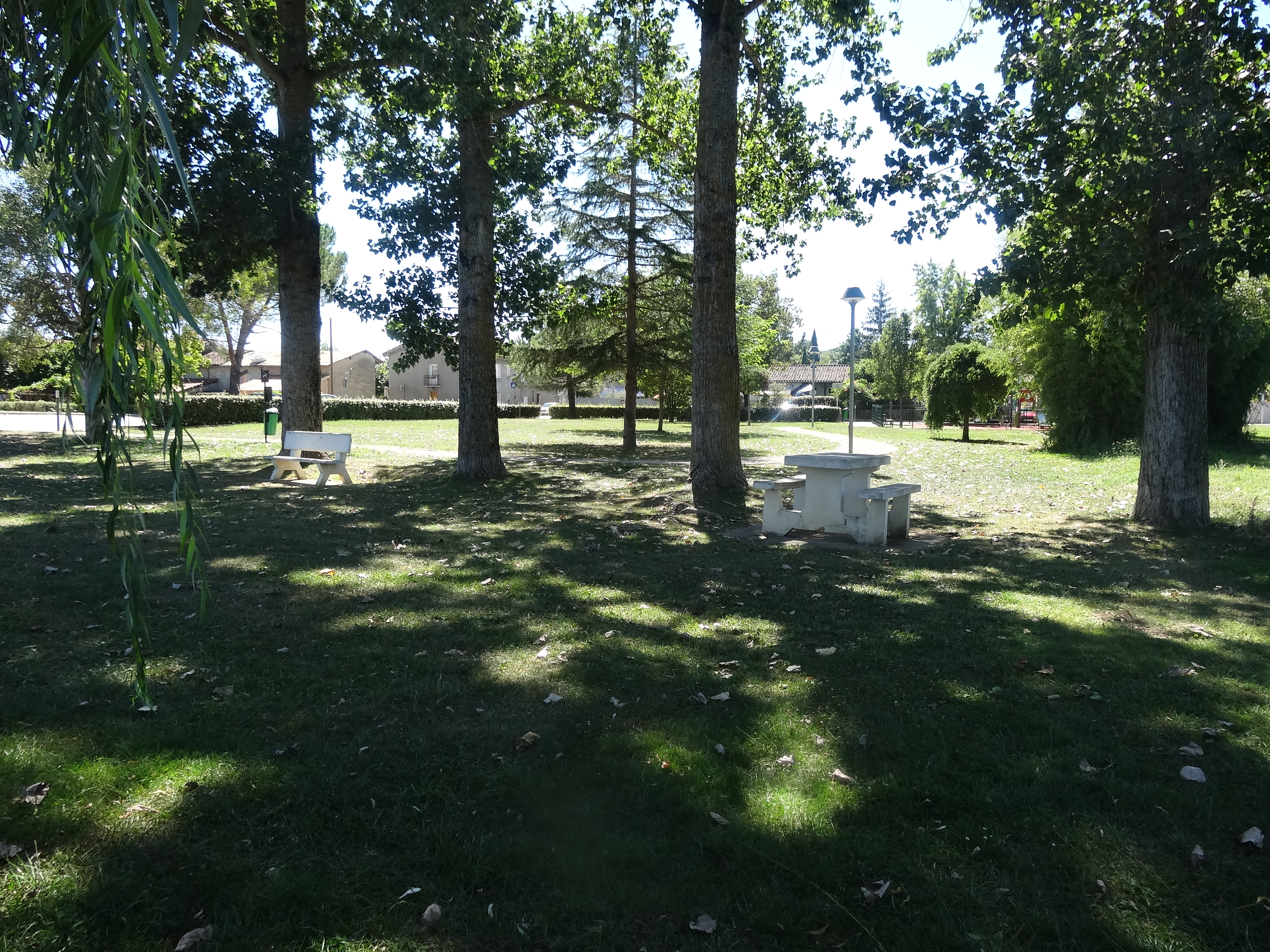
帕维的一处绿地

帕维位于法国西南部，奥克西塔尼大区西部和热尔省中部偏南，距离省会欧什大约5公里。与帕维接壤的市镇包括：欧什、拉塞朗、佩桑、拉瑟布普罗普尔和欧特里沃。

### 地形
帕维位于阿马尼亚克腹地，阿斯塔拉克北部，境内以平原和浅丘为主，市镇中心地势较为平坦，全境海拔在132到260米之间。

### 水文
帕维位于加龙河流域范围内，热尔河自南向北流经镇中心东侧，其左岸支流苏松河在此与其交汇。

### 植被
帕维属于温带阔叶混交林区，林地多分布于河流附近。
在鲜花城市的评比中，帕维暂未被评级。

### 气候
帕维在柯本气候分类法中属于温带海洋性气候（Cfb），因其纬度较低，当地气候又有一定的亚热带特征。

## 行政区划
帕维的市镇编号为32307，邮政编号为32550。
在行政管理方面，帕维隶属于法国奥克西塔尼大区热尔省欧什区；在地方选举方面，帕维隶属于欧什第一县，其市镇范围全境被划入热尔省第一选区；在社会管理方面，帕维是大欧什加斯科涅之心城市圈公共社区的组成部分。
截至2023年9月，帕维市镇范围内暂无任何城市敏感街区及城市政策优先街区。
法国国家统计与经济研究所（简称）在进行数据统计时，将帕维及相邻的另外两个市镇设为欧什城市核心区，并将包括核心区在内的周边共47个市镇划为欧什城市区。自2020年起，欧什城市区被包含112个市镇的欧什城市辐射区代替。此外，还将帕维市镇整体看作一个“块区”（IRIS），以便于统计人口分布情况。

## 交通

### 公路
法国国道N21和热尔省省道D929线在帕维境内北部交汇。奥克西塔尼大区下属的城际客运提供巴士线路，可前往周边部分市镇。
2020年，85.5%的帕维家庭拥有至少一辆私人汽车。2020年，帕维境内共发生各类交通事故1起，造成1人重伤。
|  | 74 |

| 欧什 | 5 |

| 米朗德 | 23 |

| Castelnau-M. | 38 |

### 铁路
距离帕维最近的运营中的客运铁路车站为6公里外的欧什站，该站停靠往返于欧什和图卢兹一线的区域列车。

### 航空
帕维距离塔布机场和图卢兹-布拉尼亚克机场的公路里程均约81公里。

### 城市公共交通
帕维是欧什城市公共交通（商业名称为）的服务范围。截至2023年9月，该系统共包括7条公交线路，其中公交E线和定制公交Flexo线经过帕维。

## 政治

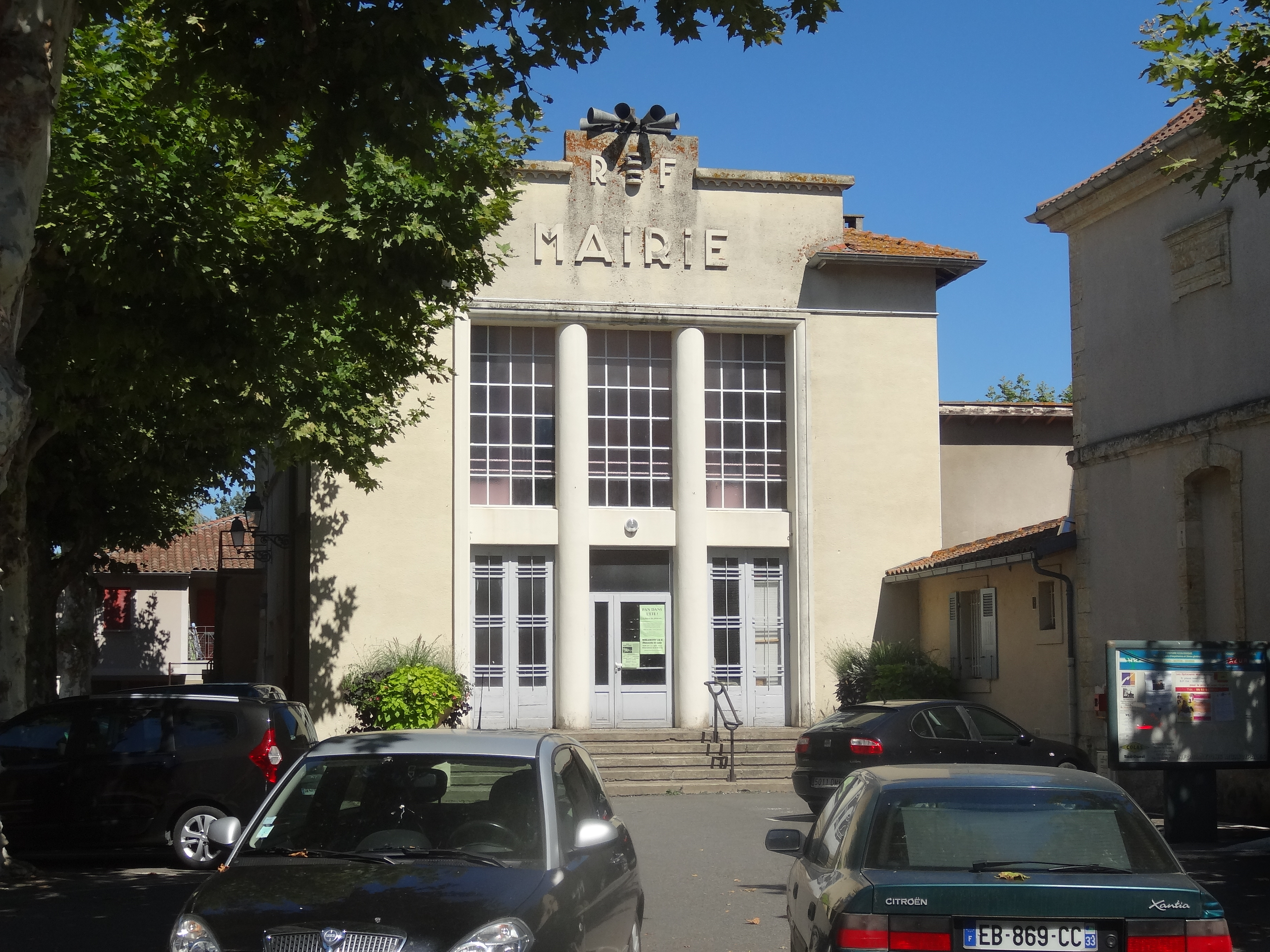
帕维市政厅

帕维的现任市长为让-米歇尔·布莱先生（Jean-Michel BLAY），他是一名左翼无党派人士，在2020年的市政选举中获得了100.00%的支持率（无其他候选人）。
在2022年的法国总统大选中，法国第25任总统埃马纽埃尔·马克龙在帕维获得了63%的支持率。

## 人口
2020年，帕维市镇人口数量为2,513，在法国排名第4,371位。其中男性1,220人，女性1,281人，75岁及以上人口占9.9%，外籍人口数量为63人，人口密度为102人/平方公里，当地居民被称为（男性）或（女性）。2020年，帕维境内出生20人，死亡人口20人。
| 帕维1901年－2020年人口变化情况 |
|                                |
| 数据来源：Cassini、INSEE       |

## 经济

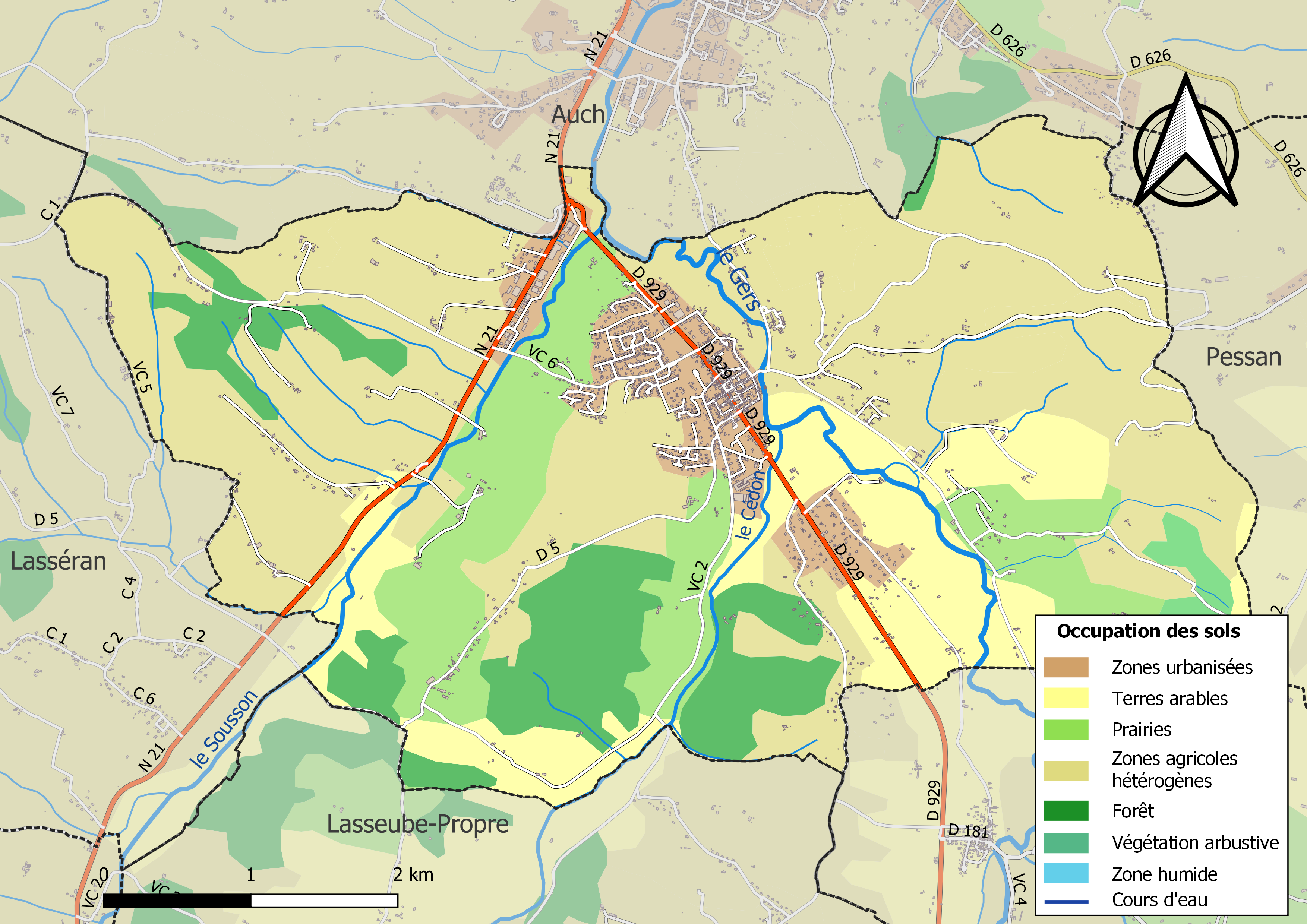
帕维土地利用情况地图

帕维是欧什的一个近郊卫星城。截至2023年9月，帕维市镇范围内共有各类用人单位（包含自雇）419家，平均历史为17年，其中99.01%为中小型企业（PME），2023年7月至9月间，当地的经济活力指数为0。（食品销售）、（体育活动）及（房地产）是当地2021年营业额最高的三个企业，分别为4,640,576欧元、1,335,982欧元和238,623欧元。

## 财政与居民收入
2021年，帕维的财政收入总额为1,935,920欧元，财政支出总额为1,654,530欧元，当年的债务总额为1,807,950欧元。2021年，帕维市镇通过增值税获得243,200欧元的收入，此外当地还共获得了332,180欧元的国家直接财政补助。
2019年，帕维的人均月收入总额为2,086欧元，其中高级职员为3,211欧元，低于法国平均水平（4,230欧元）；中级职员为2,307欧元，低于法国平均水平（2,411欧元）；普通职员为1,732欧元，亦低于法国平均水平（1,740欧元）。
2020年，帕维境内的贫困率为8%，青壮年（15至64岁）失业率为10.7%；2022年，当地53.7%的家庭拥有纳税资格，平均纳税2,825欧元，低于法国平均水平（4,393欧元）。

## 社会事务

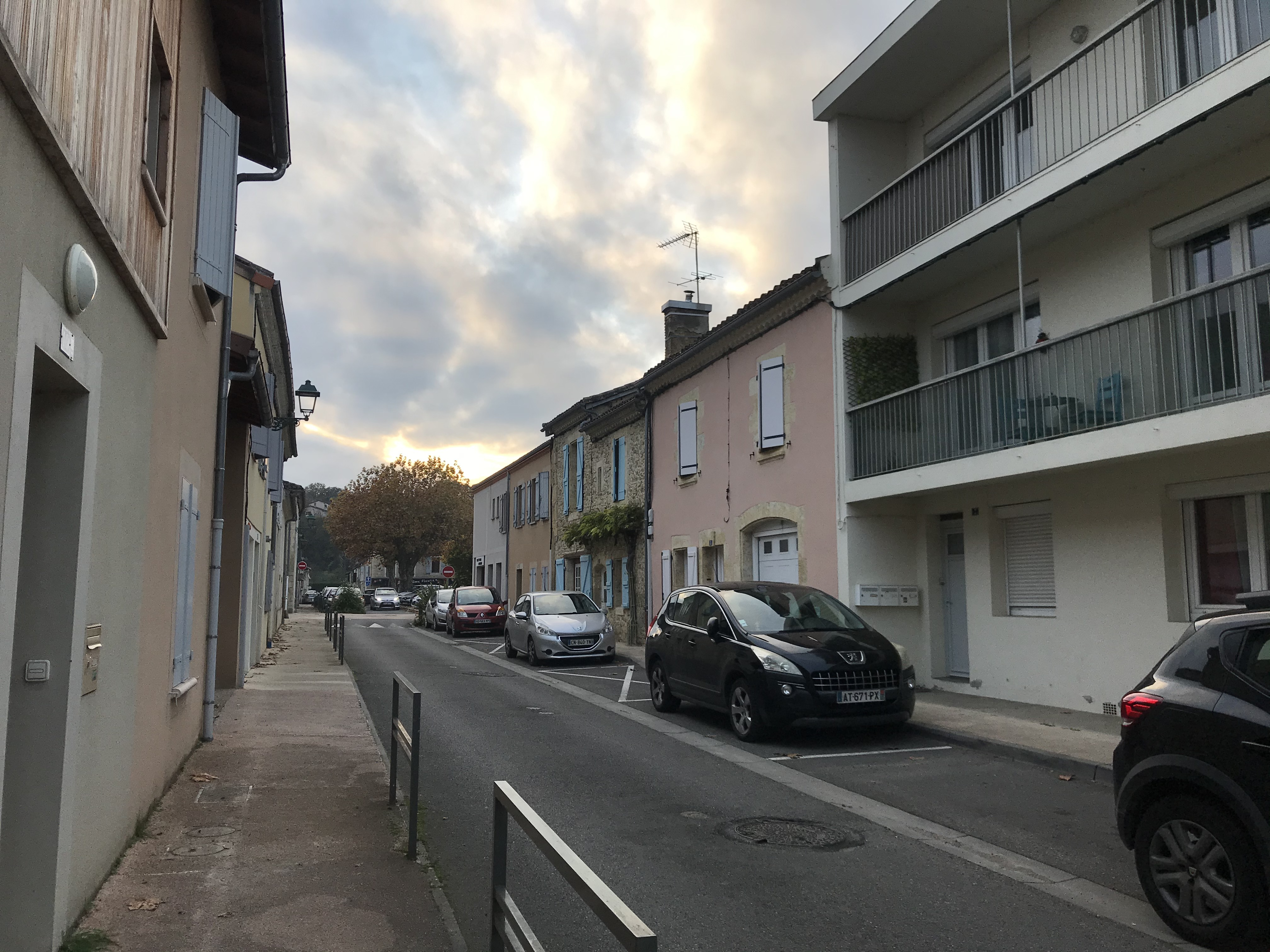
老桥街

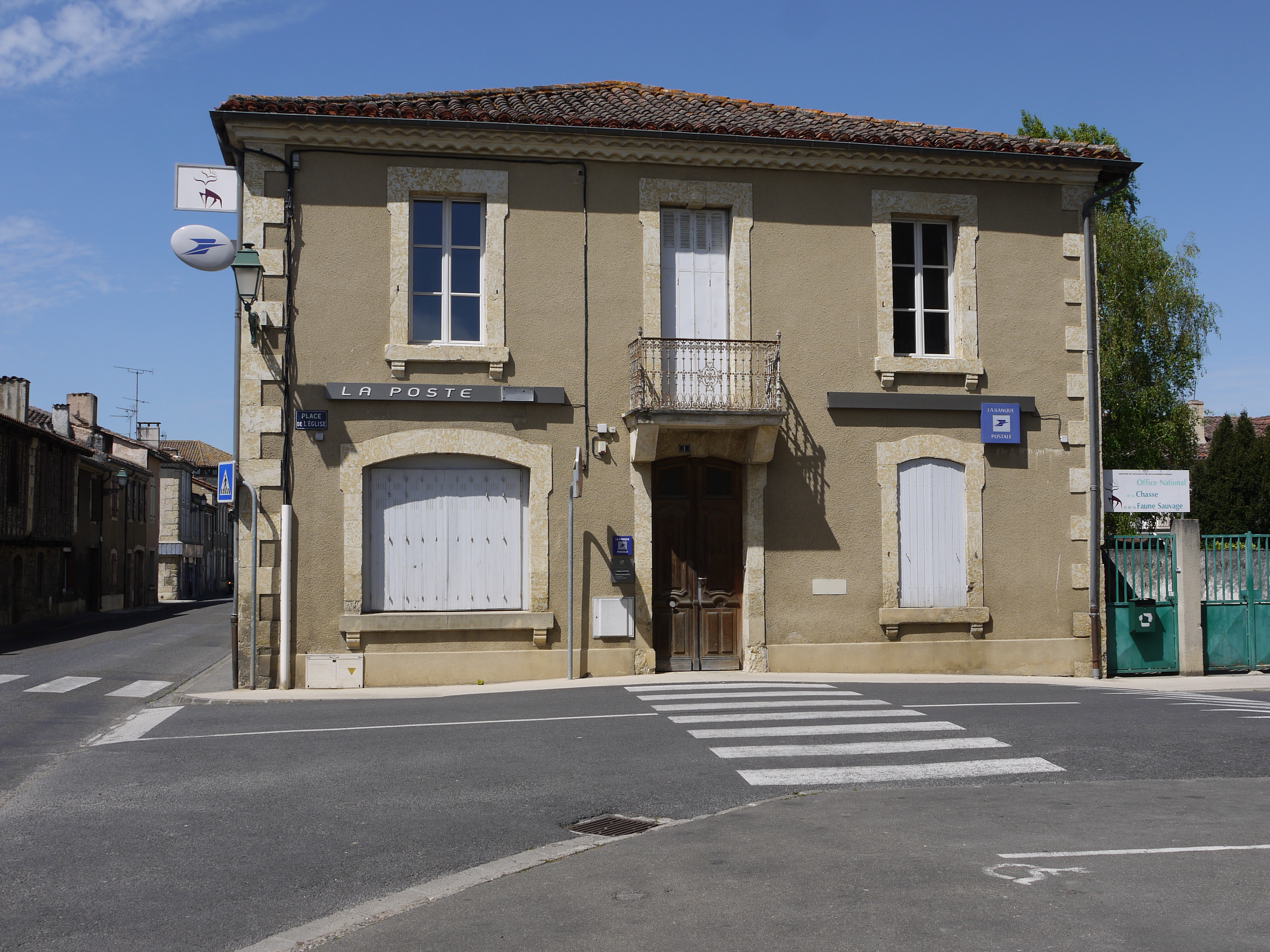
邮局

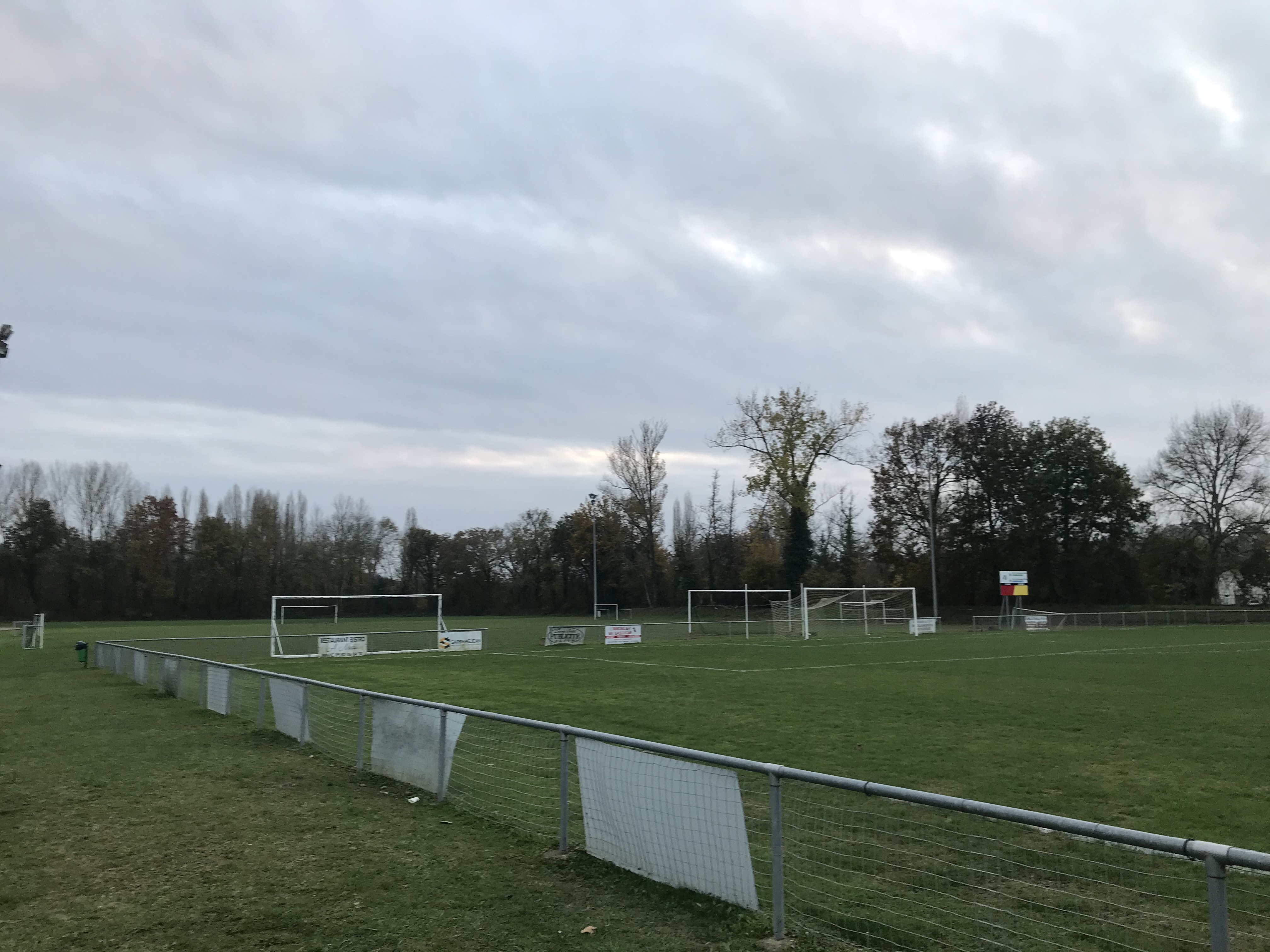
足球场

### 教育
帕维属于图卢兹学区。截至2021年1月1日，帕维境内共有1所幼儿园、1所小学和1所农业高中。

### 医疗
截至2021年1月1日，帕维境内共有全科医生2名、保健师5名、牙医1名、护士10名、药房1家。
距离帕维最近的区域性医疗机构为欧什中心医院（Centre Hospitalier d'Auch），其主病区位于欧什市区，距离帕维市区的正常车程大约分钟，该院设有床位383个，是当地规模最大的公立综合性医院。

### 住房
2020年，帕维境内共有各类住房1,289套，其中89.1%为独立式居民区，10.5%为集中式居民区。常住房屋占帕维市镇范围内居民建筑总量的89.8%。
在住房保障政策方面，2021年，帕维境内共有111户家庭获得了住房经济补助，受益人数占总人口数量的4.4%，其中104份为房租补助。

### 商业
2021年，帕维境内共有各类实体商铺58家，其中餐厅5家、大型超市2家、杂货店1家、面包房2家、肉铺1家、装饰品店1家、美容美发店2家、汽车维修店8家。帕维市区西北部建有开放式商业街区，有Aldi、Brico Dépôt等购物商场。

### 体育
2021年，帕维境内共有2处网球场、3处马术场、1处足球或橄榄球场以及2处篮球或排球场。
截至2023年9月，帕维足球俱乐部（FC Pavie，编号522111）是帕维境内唯一的一家注册足球俱乐部，该足球队成立于1965年，其主队2023至2024赛季参加奥克西塔尼大区足球联赛丙组（法国第八级别），其主场为老桥球场（Stade du Vieux Pont）。

### 环境
帕维的环境事务由其所属的大欧什加斯科涅之心城市圈公共社区联合各级政府协调负责。2021年，帕维境内暂无污染企业。

### 治安
帕维及其附近的共257个市镇是欧什国家宪兵队（zone gendarmerie de Auch）的管辖范围。2020年，该宪兵队累计记录各类案件2,268起，其中盗窃类案件1,108起，经济类案件435起，毒品交易类案件77起。

## 文化

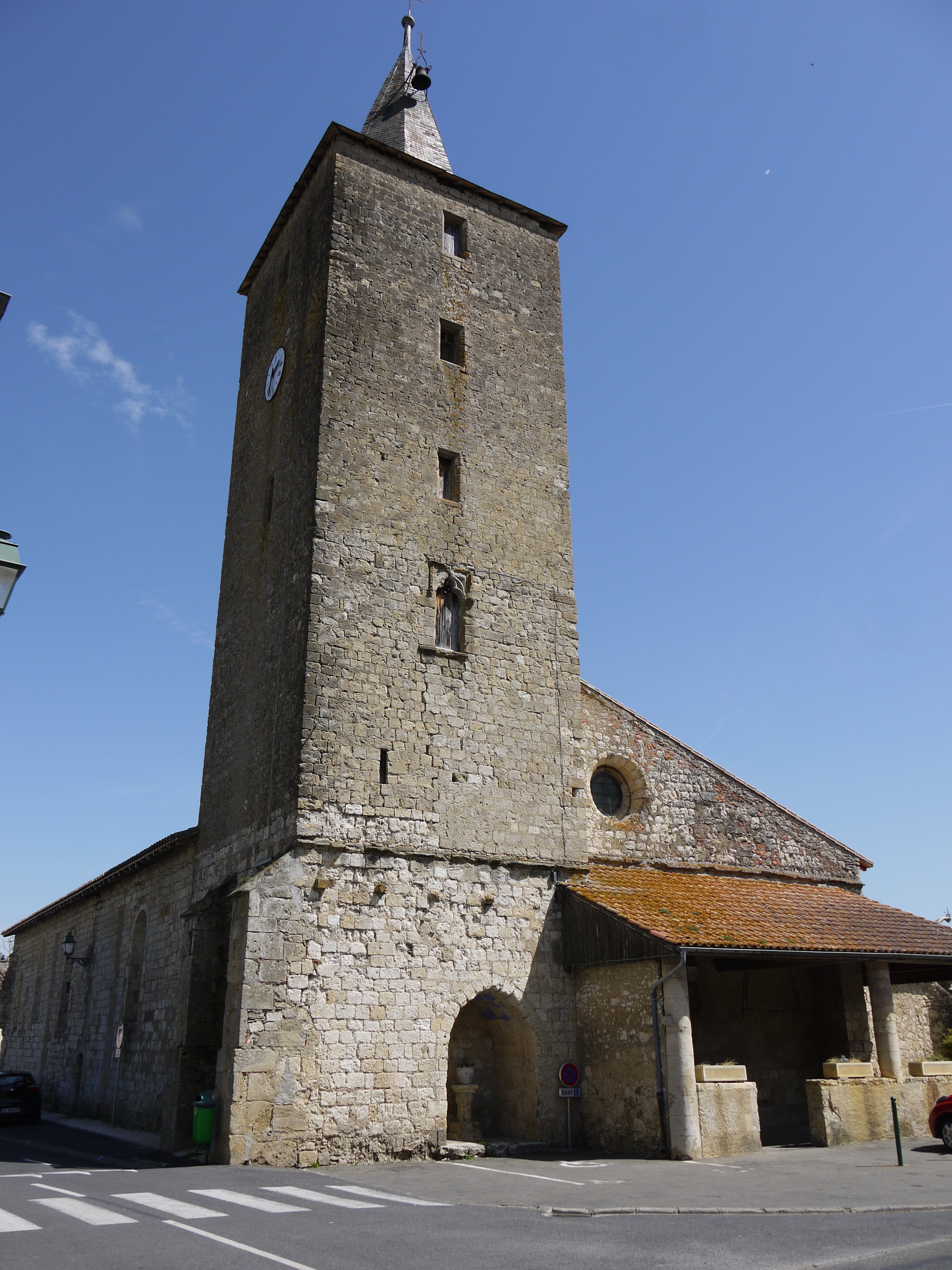
圣伯多禄教堂的塔楼

2021年，帕维境内暂无任何文化设施。帕维境内建有夏尔·萨马朗多媒体中心（Médiathèque Charles Samaran），每周二、三、六向公众开放。

### 建筑
帕维境内有多处历史建筑，其中帕维老桥为法国国家文物保护单位，镇中心的圣伯多禄教堂（Église Saint-Pierre de Pavie）是当地的地标性建筑物。

### 旅游
帕维的旅游事务由其所属的大欧什加斯科涅之心城市圈公共社区负责。2023年，帕维境内暂无任何游客接待设施。

### 媒体
法国主要的媒体均可在帕维接收，法国电视三台下属的奥克西塔尼大区频道在部分时段播出帕维所在热尔省的地方新闻。蓝色法兰西加斯科涅广播、Hit FM32、《南部追寻》等是当地主要的地方性媒体。

## 友好城市
截至2023年9月，帕维暂未建立任何城市建立了友好城市关系。